# NGC 1721
NGC 1721 je galaksija u zviježđu Eridanu.

## Vanjske poveznice
- SEDS: NGC 1721